# Passages obligés
Passages obligés est un livre traitant du deuil, écrit par Josélito Michaud et paru en 2006 au Québec.

## Contenu
Le livre est composé de témoignages de différentes personnalités du Québec qui ont vécu un deuil important et comment elles s'en sont sorties. 

## Personnalités participantes
- Josélito Michaud (auteur)
- Marie-France Bazzo
- Dominique Bertrand
- Diane et Pierre-Hugues Boisvenu
- Daniel Boucher
- Geneviève Cauden
- Marie Eykel
- Françoise Faraldo
- Marie Fugain
- Marc Gagnon
- Garou
- Chantal Renaud et Bernard Landry
- Jean Lapointe
- Gaston Lepage
- Claude Léveillée
- Jacques Michel
- Orlando
- Luc Plamondon
- Jean-Marc Parent
- Sophie Prégent